# فرودگاه انگلهرت
فرودگاه انگلهرت (به انگلیسی: Englehart (Dave's Field) Aerodrome) یک فرودگاه خصوصی است که یک باند فرود چمن دارد. این فرودگاه در کشور کانادا قرار دارد .